# Tampeko – Ein Dollar hat zwei Seiten
Tampeko – Ein Dollar hat zwei Seiten (Originaltitel: Per pochi dollari ancora) ist ein Italowestern von Giorgio Ferroni aus dem Jahr 1966.

## Handlung
Der amerikanische Bürgerkrieg ist beendet, aber einzelne Truppen der Konföderation denken nicht an Aufgabe; einige finden sich deshalb in einem Gefangenenlager wieder. Dorthin werden eines Tages zwei zuvor Soldaten der Union attackiert habende Banditen der Riggs-Bande gebracht, deren sofortige Exekution angeordnet wird. Einer rettet sich mit der Aussage, er habe wichtige Informationen über Fort Yuma in Colorado, das zwar in der Hand des Nordens ist, aber gleichfalls von 800 Männern der unterlegenen Rebellen unter Befehl eines Major Sanders belagert wird. Letztgenannter hat einen bestimmten Grund: Im Fort befinden sich üppige Gold-Reserven, die sich der Offizier mit Unterstützung des Verbrechers Nelson Riggs einverleiben will; dass er dabei das Leben vieler „Grauröcke“ zu opfern gedenkt (denn das Fort ist ausgezeichnet bewacht), will er billigend in Kauf nehmen. Einmal in Besitz dieser Information, ordnet der Kommandant des Gefangenen-Lagers an, eine warnende Nachricht nach Fort Yuma zu überbringen; auch das Leben der Südstaatler im Blick habend, überredet er den als ebenso widerspenstig wie loyal bekannten C.S.A.-Lieutenant Gary Diamond (in der deutschen Version: Gary Tampeko) dazu, die beiden von ihm ausgesuchten Reiter – ein Captain Lefevre und Sergeant Pitt – zu begleiten, zumal sich dieser in Colorado bestens auskennt.
Bereits die ersten Abschnitte der Strecke sind mit Gefahren gepflastert, da die Leute von Riggs das Trio belauern. In der Kommune Alamosa macht Diamond die Bekanntschaft der attraktiven Saloon-Sängerin Connie Breastfull, was noch von großem Nutzen sein wird. Beim Weiterritt wird dann der dem Südstaatler wohlgesonnene Sergeant Pitt erschossen; durch den Einschusswinkel der Kugel wird Diamond schnell klar, dass nur Lefevre der Mörder gewesen sein kann, und bei nächstbester Gelegenheit nimmt er dem verräterischen Captain die Brief-Botschaft ab. Das geht nur so lange gut, bis er auf einer Fähre unter Beschuss gerät: Gedankenschnell versteckt er die Post im Gepäck der in einer Postkutsche ebenfalls den Fluss querenden Connie – dann wird er getroffen. Der alte Goldgräber „Goldie“ (in der deutschen Version: Sam) fischt ihn aus dem Wasser, pflegt ihn gesund und unterstützt Diamond fortan bei seiner heiklen Mission. Sie brechen nach Brighton auf, wo Connie gerade ein Engagement im örtlichen Casino angenommen hat. Selbige wird allerdings von Riggs umgarnt, derweil dessen Handlanger Yuko alsbald Diamond erkennt und seinen Boss warnt. Wenig später ist der Lieutenant in Zivil ein Gefangener der Schurken, behauptet aber, den geforderten Brief im Fluss verloren zu haben.
Riggs glaubt die Geschichte nicht und lässt Diamond in glühender Sonne gemäß einer indianischen Foltermethode an zwei in die Erde gerammte Holzpflöcke fesseln: Entweder er „singt“ oder ist in einer Stunde blind. Derweil hat die von „Goldie“ instruierte Connie den Brief gefunden, und da sie auch um das Gelände weiß, wohin Riggs den Südstaatler verschleppt hat, macht sich das Duo dorthin auf. Die Blondine befreit Diamond, der tatsächlich erblindet scheint. Aber das ist nur gespielt, und Mann für Mann eliminiert er seine Bewacher, um schließlich zu den Belagerern von Fort Yuma zu gelangen. Dort glaubt man ihm allerdings nicht, da die Depesche in der Zwischenzeit von „Goldie“ zum Militärposten gebracht wurde; beim Verlassen des Forts wird dieser verwechselt und erschossen. Diamond kann den ihm misstrauenden C.S.A.-Captain Taylor nur von einer Erschießung abhalten, indem er ihm versichert, dass der verräterische Sanders nicht – wie üblich – den Angriff auf die befestigte Anlage befehligen wird. So kommt es auch; Diamond darf schließlich zum Stollen reiten und die Kriminellen erledigen. Zum Schluss kommt Lefevre dran, der sich wegen der verbrauchten Revolver-Kugeln seines Gegners im Vorteil wähnt, aber nicht damit rechnet, dass dieser noch Pitt’s „Derringer“ aus der Innentasche seiner Jacke zieht. Danach kann der rehabilitierte Held die einer brennenden Hütte entkommene Connie in die Arme nehmen und küssen ...

## Kritiken
„Coole Sprüche, fetziger Sound und ein typisch undurchschaubarer Plot prägen diese Perle des Spaghetti-Genres.“

„Kavallerie-Western, der sich um eine gerechte Zeichnung der amerikanischen Bürgerkriegssituation bemüht und bei aller Härte positiv ausgerichtet ist.“

„Spannender, eher dem US-Western nachempfundener Action-Western mit einem sehr guten Giuliano Gemma in der Hauptrolle.“

„Ein relativ gemäßigter und wohl auch der Handlung nach ansprechender europäischer Western, der formal freilich nur durchschnittlich gelang. Ab 16 möglich.“

## Bemerkungen
Drehorte waren u. a. Manzanares el Real, Colmenar Viejo und Arganda del Rey.